# The Goldwyn Follies
The Goldwyn Follies ist ein US-amerikanisches Filmmusical aus dem Jahr 1938 von George Marshall.

## Handlung
Zur Bestürzung des Filmproduzenten Oliver Merlin fällt dessen neuester Film mit der temperamentvollen russischen Tänzerin Olga Samara bei Kritik und Publikum durch. Oliver erfährt, dass die Leute das Fehlen von menschlichen Zügen bemängeln. Als Oliver mit Olga den nächsten Film in Angriff nimmt, hört er die Kritik zweier Frauen, Hazel Dawes und deren Freundin Ada, an einer Liebesszene mit. Oliver folgt Hazel und überzeugt sie, für ihn als Beraterin an dem Filmprojekt zu arbeiten. Sie soll Oliver zeigen, was die einfachen Kinogänger wirklich sehen wollen.
Die anfangs verwirrte Hazel geht mit Oliver nach Hollywood. Mit der Schauspielerin Glory Wood teilt sie sich ein Appartement. Oliver fordert Hazel auf, bis auf Glory alle Schauspieler zu vergessen, um so unvoreingenommen arbeiten zu können. Trotz aller Maßnahmen zur Vermeidung von Kontakten mit Leuten, die am Film beteiligt sind, lernt Hazel die Ritz Brüder kennen, die als Tiertrainer arbeiten. Oliver und Hazel beobachten die Proben eines Ballets bei einer Jazz-Interpretation von Romeo und Julia. Hazel will die Szene beibehalten, doch sie will ein Happy End einbauen. Ihrer Meinung nach braucht der Film einen einfachen und ehrlichen Helden. Oliver macht sich auf die Suche nach einem passenden Schauspieler. Oliver und sein Besetzungsdirektor Basil Crane sprechen mit vielen Tenören, finden jedoch nicht den Richtigen.
Eines Abends gehen Hazel und Glory zu einem Hamburgerstand, um dort etwas zu essen. Zu ihrer Überraschung entpuppt sich der dort arbeitende Koch, Danny Beecher, als der Sänger, den der Film braucht. Glory schafft es, Danny in Cranes Radioshow unterzubringen. Hazel und Oliver hören sich die Sendung an. Oliver willigt in Probeaufnahmen mit Danny ein, die dazu führen, dass Danny die Hauptrolle an der Seite von Olga spielt. Danny und Hazel verlieben sich, obwohl Danny sich über Hazels Weigerung, ihn beim Dreh zu besuchen, wundert. Oliver, der seinerseits ebenfalls in Hazel verliebt ist, weiß nichts Dannys und Hazels Verhältnis. Er ist sich sicher, dass Hazel seine Gefühle erwidert und plant eine große Feier, auf der er seine Verlobung mit Hazel verkünden will. Zur gleichen Zeit klärt Hazel Danny auf, dass sie für Oliver arbeitet.
Fälschlicherweise glaubt Danny, dass Hazel und Oliver etwas miteinander haben. Oliver teilt Hazel seine Absicht mit, ihre Verlobung zu verkünden. Doch Hazel klärt ihn über sich und Danny auf, woraufhin Oliver Danny aus dem Film schneiden will, wenn sie ihn nicht heiraten würde. Hazel fügt sich und erscheint bei der Feier. Auch Danny taucht auf und übergibt Oliver eine Schere, mit der er seine Szenen aus dem Film schneiden soll. Dabei fragt er Hazel, ob sie mit ihm wegziehen wolle. Hazel ist überglücklich und sagt ja. Oliver erkennt, dass sich Danny und Hazel wirklich lieben. Er erzählt seinen Gästen, dass er Danny einen 5-Jahres-Vertrag anbieten will. Hazel bescheinigt Oliver voller Dankbarkeit, dass er Menschlichkeit gelernt habe.

## Kritiken
Die Variety befand, dass die Mischung aus Oper, Tanz, Radio und Film, aufgenommen in brillanten Farben, den Film zu einer großzügigen Produktion mache, dessen individuelle Leistungen der Darsteller die Erinnerung an manche schwache Szenen auslöschen.
Don Druker vom Chicago Reader bemängelte die uneinheitliche Regie von George Marshall.

## Auszeichnungen
1939 erhielt der Film zwei Nominierungen für den Oscar: Richard Day für das beste Szenenbild und Alfred Newman für die beste Filmmusik.

## Hintergrund
Die Premiere fand am 28. Januar 1938 in Miami statt.
Gastauftritte hatten die US-Comedy-Gruppe Ritz Brothers, der Bauchredner Edgar Bergen, das Ballett der New Yorker Metropolitan Opera, der musikalische Direktor des Films Alfred Newman und der zu der Zeit noch unbekannte Alan Ladd.
Der oscarnominierte Richard Day war für das Farbdesign des Szenenbildes verantwortlich. Die verantwortliche Ausstatterin war Julia Heron. Ray Rennahan war der technische Berater für die Technicolor-Kameras. Die Choreographie der Tänze übernahm George Balanchine, der spätere Ehemann von Vera Zorina. Für beide war es die erste Arbeit an einem Spielfilm.
Ben Hecht schrieb sein Drehbuch nach einer seiner Erzählungen. Die Szenen mit den Ritz Brothers wurden von Sid Kuller und Ray Golden geschrieben. Sam Perrin und Arthur Phillips steuerten einige Comedyszenen bei.
George Gershwin, der zusammen mit seinem Bruder Ira einige Songs des Films komponierte, starb schon über ein halbes Jahr vor der Uraufführung des Films. Die Gershwins komponierten die Songs Love Walked In, I Was Doing All Right, Love Is Here to Stay, I Love to Rhyme und Just Another Rhumba. Nach dem Tod von George Gershwin arbeitete Ira Gershwin mit Vernon Duke zusammen. Von den beiden sind hier I Am Not Complaining und Spring Again zu hören. Von Duke stammten auch die Arrangements der Ballettszenen von Romeo und Julia sowie das Wassernymphenballet.
Für den ersten Farbfilm, den Samuel Goldwyn produzierte, stand ein Budget von ca. 1,8 Millionen US-Dollar zur Verfügung. Der Film wurde zu einem der größten Misserfolge Goldwyns. Diese Produktion sollte der Start für eine Revue-Serie sein, wie sie auch bei den großen Studios wie Paramount Pictures (Big Broadcast), MGM (Broadway Melody) und Warner Bros. (Gold Diggers) alljährlich auf den Markt brachten. Nach dem Tod von Florenz Ziegfeld junior im Jahr 1932 arbeitete Goldwyn sechs Jahre an der Verwirklichung seines Plans.